# Charles Nicoletti
Charles Anthony Nicoletti, detto Chuckie (Chicago, 3 dicembre 1916 – Northlake, 29 marzo 1977), è stato un mafioso statunitense di origini italiane, sicario professionista e membro della Chicago Outfit.

## Biografia
Cresciuto in una famiglia disagiata a Chicago, Charles Nicoletti è figlio di genitori originari di Santa Caterina Villarmosa. Nel 1929, all'età di 12 anni, uccise il padre probabilmente per legittima difesa, poiché suo padre veniva descritto come un alcolizzato che inveiva spesso in modo violento contro la moglie e i suoi due figli. Secondo i registri della polizia di Chicago, il padre attaccò ferocemente il piccolo Charles, allorché quest'ultimo si recò nella camera da letto dei genitori ed estrasse una pistola dal cassetto del comodino con la quale compì il fatale gesto contro di lui. Nicoletti venne infine esonerato dalla vicenda.
Abbandonata la scuola media, si unì ad un'organizzazione criminale denominata Le 42 Gang, che vedeva tra i vari gangster anche il futuro compagno e collega Sam Giancana. Alla fine degli anni '50, era già diventato uno degli individui più temuti della mafia di Chicago, tanto da attirare l'FBI e la polizia locale.
Nel 2010 la nota rivista Playboy pubblicò un articolo secondo il quale Nicoletti sarebbe stato coinvolto nell'assassinio del presidente Kennedy insieme a Sam Giancana, ritenuto presunto mandante dell'assassinio, e all'allora ventunenne James Files.
Nicoletti fu ucciso il 29 marzo 1977 mentre era seduto a bordo della sua macchina nel parcheggio del Golden Horns Restaurant a Northlake, quando fu raggiunto da tre colpi di pistola alla nuca. Trasportato immediatamente all'ospedale, fu dichiarato morto sette ore dopo. Era stato reso noto che Nicoletti, al momento della morte, doveva presentarsi in aula come testimone presso la United States House Select Committee on Assassinations, una commissione istituita l'anno prima per investigare sugli omicidi di John Fitzgerald Kennedy e Martin Luther King.
Il suo corpo è ad oggi sepolto al Mount Carmel Cemetery di Hillside.